# NGC 5366
NGC 5366 est une galaxie spirale intermédiaire relativement éloignée et située dans la constellation de la Vierge. Sa vitesse par rapport au fond diffus cosmologique est de 9 178 ± 28 km/s, ce qui correspond à une distance de Hubble de 135,4 ± 9,5 Mpc (∼442 millions d'al). NGC 5366 a été découverte par l'astronome américain George Phillips Bond en 1855.
L'image obtenue des données du relevé SDSS montre assez nettement la présence de bras spiraux. Parmi les sources consultées, seul le professeur Seligman a noté cette caractéristique. La classification de spirale intermédiaire semble mieux convenir à cette galaxie. Le professeur Seligman note de plus la présence de deux anneaux, l'un externe et l'autre interne. 

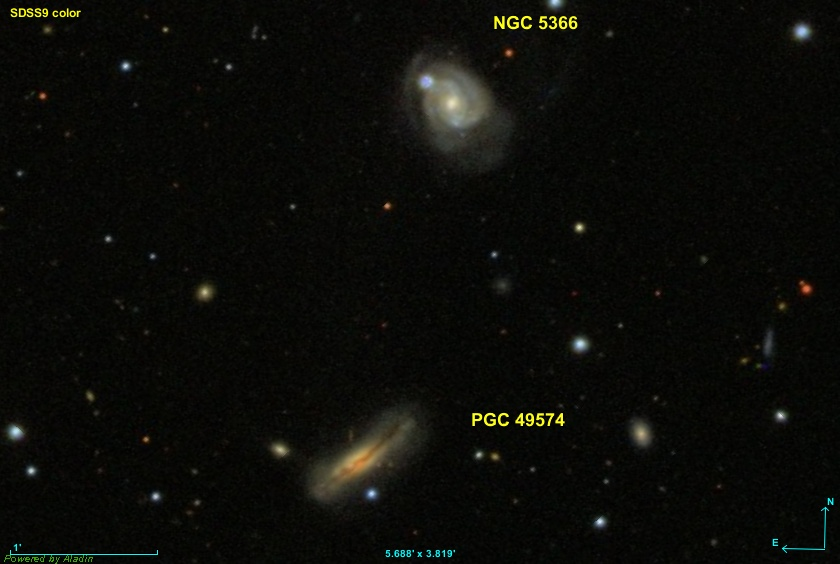
NGC 5366 et PGC 49574, une paire de galaxie.

La galaxie située au sud-est de NGC 5366 est PGC 49574. La distance de Hubble de cette galaxie est égale à  139,10 ± 9,75 Mpc (∼454 millions d'al). Ces deux galaxies pourraient donc former une paire de galaxies et, au vu de leur apparence particulière, il se pourrait qu'elles soient ou qu'elles aient été en interaction.  